# Монастеріо-де-Роділья
Монастеріо-де-Роділья (ісп. Monasterio de Rodilla) — муніципалітет в Іспанії, у складі автономної спільноти Кастилія-і-Леон, у провінції Бургос. Населення — 200 осіб (2010).
Муніципалітет розташований на відстані близько 230 км на північ від Мадрида, 21 км на північний схід від Бургоса.
На території муніципалітету розташовані такі населені пункти: (дані про населення за 2010 рік)
- Монастеріо-де-Роділья: 179 осіб
- Санта-Маріна: 21 особа

## Демографія
Динаміка населення (INE ):

## Галерея зображень

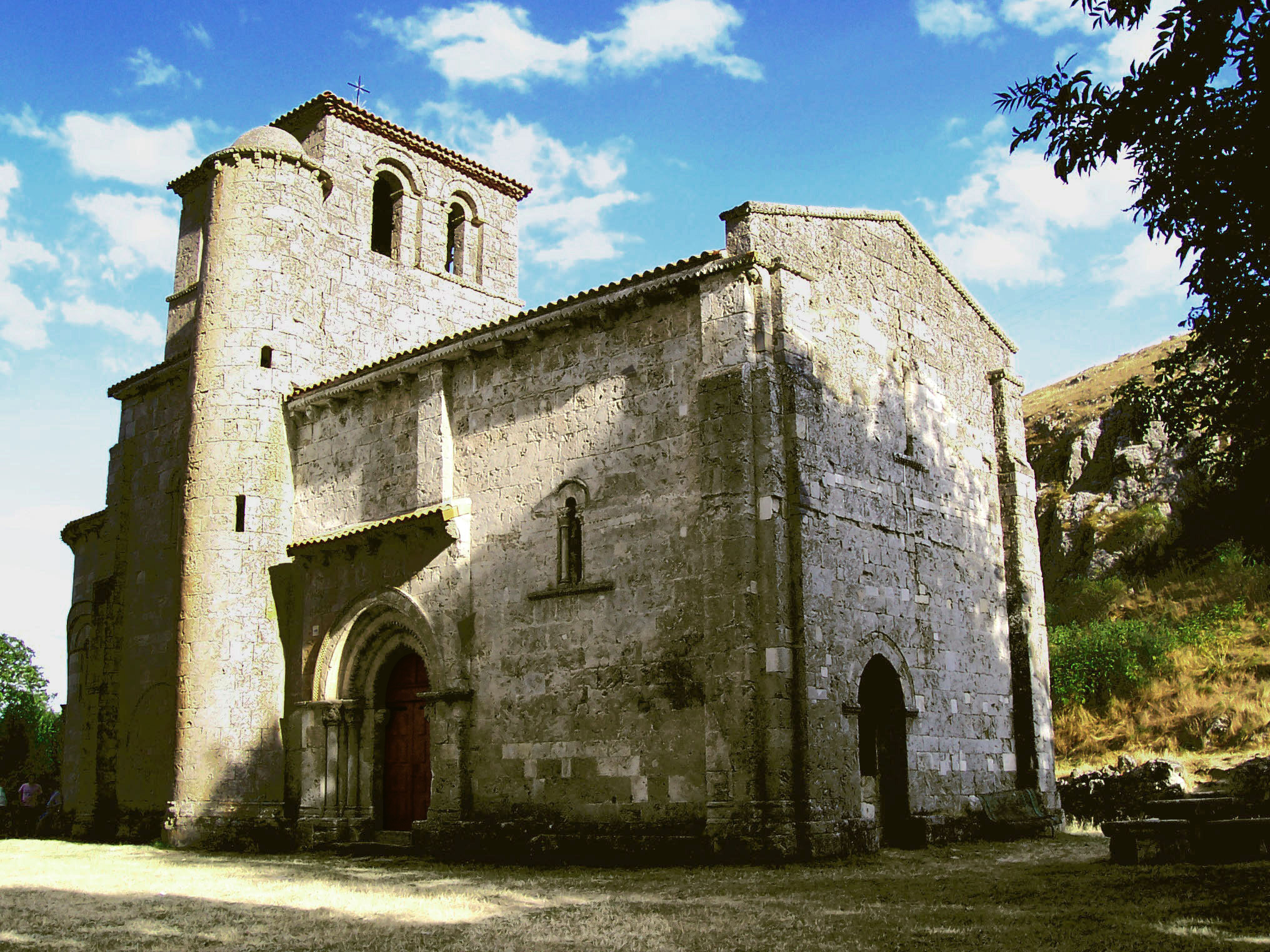
Базиліка Нуестра-Сеньйораль-дель-Вальє
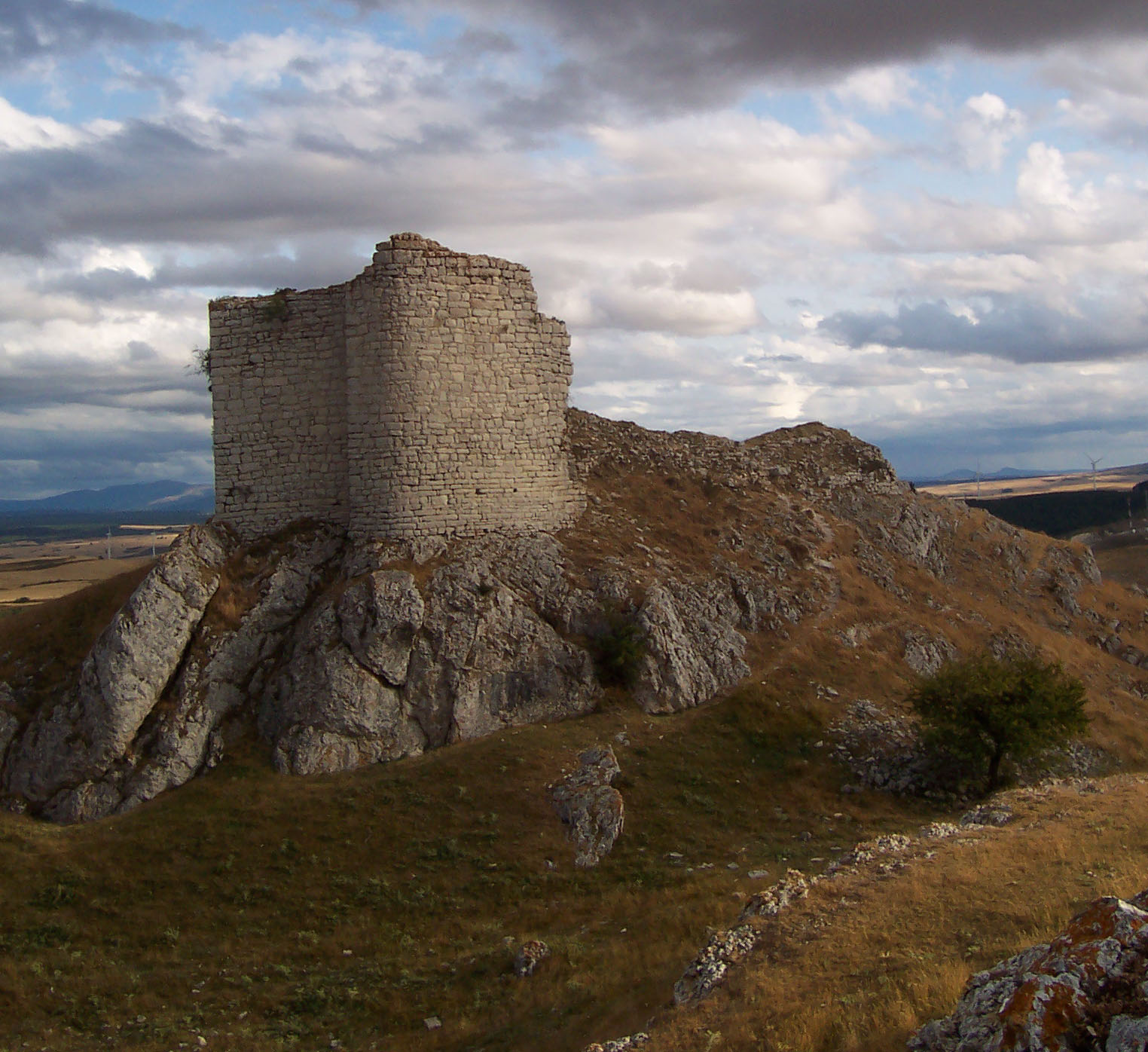
Руїни замку